# Sulfoniumverbinding

Algemene structuurformule van een sulfoniumverbinding.

Een sulfoniumverbinding is een organische verbinding, waarbij zwavel een positieve lading draagt. Het zijn bijgevolg zouten. Ze nemen - wegens aanwezigheid van één vrij elektronenpaar op zwavel - een trigonaal piramidale structuur aan, hetgeen wordt voorspeld door de VSEPR-theorie.

## Synthese
De meeste sulfoniumverbindingen kunnen eenvoudigweg bereid worden door de alkylering van de overeenkomstige thio-ether. Een voorbeeld is de synthese van trimethylsulfoniumjodide door middel van een SN2-reactie van dimethylsulfide met methyljodide:
{\displaystyle \mathrm {CH_{3}{-}S{-}CH_{3}\ +\ CH_{3}I\ \longrightarrow (CH_{3})_{3}S^{+}\ +\ I^{-}} }
De reactie kan versneld worden door gebruik te maken van meer reactieve methyleringsreagentia, zoals methyltrifluormethaansulfonaat.

## Eigenschappen en toepassingen
Sulfoniumverbinding zijn over het algemeen kristallijne verbindingen die - in afwezigheid van water - stabiel zijn. Het zijn sterke alkyleringsreagentia. Sulfoniumverbindingen stabiliseren bovendien de vorming van yliden. Deze reagentia zijn van belang bij het vormen van koolstof-koolstofbindingen.